# Instytut Środowiska i Zrównoważonego Rozwoju
Instytut Środowiska i Zrównoważonego Rozwoju (ang.The Institute for Environment and Sustainability, IES) – jeden z instytutów Wspólnotowego Centrum Badawczego Komisji Europejskiej, którego misją jest dostarczanie naukowego i technicznego wsparcia dla strategii UE dotyczących ochrony środowiska i zrównoważonego rozwoju. 
Zastosowanie zintegrowanego podejścia do badania zanieczyszczeń powietrza, wody i gleby sprzyja zrównoważonemu zarządzaniu zasobami wody, ochroną i utrzymaniem zasobów wody pitnej, prawidłowemu funkcjonowaniu ekosystemów wodnych oraz dobrej ekologicznej jakości wód powierzchniowych.
Główne działania IES skupiają się na:
- monitoringu roślinności
- zmianach klimatu
- europejskich zasobach wody i gleby
- problemach związanych z wpływem emisji na zdrowie
- energiach odnawialnych
- zanieczyszczeniach fizycznych, takich jak: hałas, promieniowania elektromagnetyczne i ultrafioletowe oraz promieniotwórczość w środowisku.

Instytut siedzibę w Ispra, we Włoszech.